# Calliostoma euglyptum
Calliostoma euglyptum är en snäckart som först beskrevs av Arthur Adams 1855.  Calliostoma euglyptum ingår i släktet Calliostoma och familjen Calliostomatidae. Inga underarter finns listade i Catalogue of Life.

## Bildgalleri

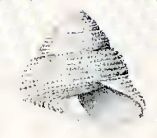